# Dmitri Joesjkevitsj
Dmitri Sergejevitsj Joesjkevitsj (Russisch: Дмитрий Серге́евич Юшкевич) (Tsjerepovets, 19 november 1971) is een Russisch ijshockeyer.
Joesjkevitsj won tijdens de Olympische Winterspelen 1992 de gouden medaille met het gezamenlijk team. Met de Russische ploeg werd Joesjkevitsj in 1993 wereldkampioen. Tijdens de Olympische Winterspelen 1998 verloor Joesjkevitsj met de Russische ploeg de finale van Tsjechië.